# Bagrat I de Iberia
Bagrat I (en georgiano: ბაგრატ I) (muerto 876), de la Dinastía Bagrationi, fue un príncipe presidente de Iberia (Georgia moderna) de 830 hasta su muerte.
Bagrat heredó de su padre Ashot I el cargo de príncipe presidente de Iberia y el título bizantino de curopalates. El escritor georgiano del siglo X Giorgi Merchule mantiene que Bagrat fue confirmado como curopalates, tras su padre, con el acuerdo de sus hermanos — Adarnase, y Guaram. Bagrat compartió con sus hermanos la herencia patrimonial, pero no se indica en fuentes medievales que tierras poseía realmente. Probablemente gobernó sobre una parte de Tao y Kola (ahora en Turquía).
Bagrat se encontró en lucha constante con los árabes, los Abasgios y los Kajetios por la posesión de Iberia central (Shida Kartli). En 842, se unió a una expedición árabe dirigida por Muhammad ibn Khalid, virrey del Califa en el Cáucaso, contra el emir de Tbilisi, Sahak ibn Ismail, y sus aliados Kajetios. A cambio, el Califa reconoció a Bagrat como príncipe de Iberia-Kartli. La expedición acabó sin resultados y Bagrat tuvo que hacer la paz con Sahak. En agosto 853, Bagrat se unió a una segunda expedición del Califa contra Sahak, esta vez dirigida por Bugha el Turk que tomó Tbilisi y ejecutó al emir. Como resultado, Bagrat pudo recuperar Shida Kartli, pero solo por un breve período, ya que los insurgentes Abasgianos le forzaron a abandonar la región.
Como su padre Ashot, Bagrat fue patrón de un movimiento monástico a gran escala en Klarjeti. Concedió al monje Grigol Khandzteli ayuda material para construir una iglesia monástica en Khandzta y ayudó a construir los monasterios de Shatberdi y Ishkhani.
Bagrat estuvo casado a una hija del príncipe Armenio Smbat VIII Bagratuni, y tuvo tres hijos: David que le sucedió como príncipe y curopalates; su segundo hijo Adarnase que murió en vida de su padre; y su hijo más joven Ashot que murió en 885.